# Ramularia centaureae
Ramularia centaureae är en svampart som beskrevs av Lindr. 1902. Ramularia centaureae ingår i släktet Ramularia och familjen Mycosphaerellaceae.   Inga underarter finns listade i Catalogue of Life.